# Pender megye
Pender megye az Amerikai Egyesült Államokban, azon belül Észak-Karolina államban található. Megyeszékhelye és legnagyobb városa Burgaw. Lakosainak száma 60 203 fő (2020. április 1.). Pender megye Duplin, Onslow, New Hanover, Brunswick, Columbus, Bladen és Sampson megyékkel határos.

## Népesség
A megye népességének változása:
| Lakosok száma | 52 411 | 53 490 | 54 188 | 55 334 | 57 611 | 60 203 |
|               | 2010   | 2011   | 2012   | 2013   | 2015   | 2020   |